# Емерзне биљке
Емерзне или амфибијске биљке су оне биљке које су једним делом издигнуте изнад воде, али су им подземни органи увек у води, односно веома влажној подлози. Представљају прелазне облике ка хигрофитама.

## Карактеристике
Ово су углавном вишегодишње цветнице из групе монокотила. С обзиром да се корен и ризом налазе у анаеробним условима, дакле без много кисеоника, први млади листови брзо расту и способни су да врше анаеробну респирацију док не достигну аеробне услове. Такви листови, који расту изнад воде су карактеристични за већ зрелу биљку. Кутикуларна транспирација је смањена, али је стоматерна веома повећана, што утиче и на повећану влажност ваздуха околине. Осетљиве су на смањење влажности ваздуха, посебно у летњем периоду и тада им лишће вене. То указује на слаб рад корена. Код неких врста је присутна хетерофилија. Развијају ваздушне репродуктивне органе.

## Станиште
Насељавају плитку зону литорала где је дубина воде око једног метра метра. Одликују се високом продуктивношћу јер користе ресурсе и копненог и воденог станишта.

## Примери
Примери су врсте Sagittaria sagittifolia, Alisma plantago aquatica, Sium latifolium, Ranunculus lingua и Scirpus lacustris.